# 尹明燦
尹 明燦（ユン・ミョンチャン、1949年 - ）は、北朝鮮出身の元サッカー選手・指導者。元同国代表選手・監督。

## 経歴
1969年から1976年にかけて北朝鮮代表の主力DFとして活躍する。1990年からは代表監督を務め、1994年のワールドカップアメリカ大会への出場を目指すが、アジア最終予選で韓国に0-3と大敗し、解任される。予選敗退後、政治関係者に敗因を徹底的に反省させられた上、1年間の強制労働をさせられたという。
1999年、韓国に脱北。その後韓国プロサッカー連盟役員を務め、2000年のKリーグオールスター戦ではキックオフ役を務めた。
2010年、ワールドカップ南アフリカ大会でグループリーグ敗退に終わった北朝鮮代表の金正勲監督が強制労働を命じられたとイギリス紙のザ・サンなど欧米メディアが報じた際は、「ありえない話だ」などと発言し、報道を否定している。
現在は韓国に移住し、タクシードライバーとして働いている。元北朝鮮代表監督の尹正水を子供の頃からよく知る人物で、「最近の北のサッカー界でも有数の成功者」と評価している。